# El Francés
El Francés es una localidad y pedanía española perteneciente al municipio de Caniles, en la provincia de Granada, comunidad autónoma de Andalucía. Está situada en la parte oriental de la comarca de Baza. Cerca de esta localidad se encuentran los núcleos de La Jamula y Río de Baza.

## Demografía
Según el Instituto Nacional de Estadística de España, en el año 2023 El Francés contaba con 30 habitantes censados.